# Bellowhead
Bellowhead var et engelsk folkemusik-band, der var aktive fra 2004 til 2016. Den 11 mand store gruppe spillede traditionelle dansemelodier, folkemelodier og sømandsviser, med arrangementer der var inspireret af en række forskellige muskgenrer. Bandet inkluderede percussion og fire messingblæsere. Bellowheads bandmedlemmer spillede tilsammen mere end 20 forsellige instrumenter, og alle medlemmer bidrog med vokal.
De blev grundlagt som et band med 10 medlemmer efter duoen Spiers and Boden havde fundet på konceptet mens de sad i kø på en turné. Kort efter blev de inviteret til Oxford Folk Festival i april 2004, hvor de modtog ros fra kritikerne.
Gruppens tredje album, Hedonism (2010), er det bedste sælgende uafhængigt udgivne folkemusikalbum nogensinde, med et salg på over 60.000 eksemplarer, hvilket gav bandet en sølvplade.
Bandets sidste koncert foregik i Oxford Town Hall i maj 2016. De nåede at blive nomineret til og vinde adskillig prise ved BBC Radio 2 Folk Awards. Under nedlukket i forbindelse med den verdensomspændende corona-epidemi blev gruppen gendannet for at fremføre nogle af deres mest populære sange. I 2022 planlagde gruppen en turné.

## Diskografi

### Studiealbums
| År   | Albumdetaljer                                                     | Højeste hitlisteplcaering | Certificeringer |
| År   | Albumdetaljer                                                     | UK                        | Certificeringer |
| ---- | ----------------------------------------------------------------- | ------------------------- | --------------- |
| 2006 | Burlesque - Released: 2006 - Label: Westpark                      | -                         |                 |
| 2008 | Matachin - Released: 22 September 2008 - Label: Navigator Records | 73                        |                 |
| 2010 | Hedonism - Released: 4 October 2010 - Label: Navigator Records    | 57                        | - UK: Silver    |
| 2012 | Broadside - Released: 15 October 2012 - Label: Navigator Records  | 16                        | - UK: Silver    |
| 2014 | Revival - Released: 30 June 2014 - Label: Island                  | 12                        |                 |

### Livealbums
- Bellowhead Live: The Farewell Tour (2016)
- Reassembled (2021)

### Singler
- New York Girls (2010)
- Cold Blows The Wind (2010)
- 10,000 Miles Away (September, 2012)
- Roll The Woodpile Down (Februar, 2013)
- Betsy Baker (July, 2013)
- Christmas Bells / Jingle Bells (December, 2013)
- Gosport Nancy (16. juni 2014)
- Let Her Run / I Want To See The Bright Lights Tonight (22. september 2014)
- Roll Alabama (20. april 2015)

### EP'er
- E.P.Onymous (2004)

### DVD'er
- Live at Shepherds Bush Empire (2009)
- Hedonism Live (November, 2011)
- Bellowhead Live: The Farewell Tour  (2016)

### Andet arebjde
- Umbrellowhead (2009)
- Pandemonium - The Essential Bellowhead (2015)

## Hæder

### Ved BBC Radio 2 Folk Awards
BBC Radio 2 Folk Awards er en årlig prisuddelingsceremoni, der hylder bidrag inden for folkemusik i det pågældende år. I løbet af deres 12 år sammen vandt Bellowhead otte priser, inklusive Best Live Act fem gange.
| År             | Modtager/nomineret arbejde | Pris          | Resultat  |
| -------------- | -------------------------- | ------------- | --------- |
| 2014           | Bellowhead                 | Best Group    | Nomineret |
| 2013           | Bellowhead                 | Best Group    | Nomineret |
| 2013           | Broadside                  | Best Album    | Vundet    |
| 2012           | Bellowhead                 | Best Group    | Nomineret |
| 2012           | Bellowhead                 | Best Live Act | Nomineret |
| 2011           |                            |               |           |
| Bellowhead     | Best Group                 | Vundet        |           |
| Bellowhead     | Best Live Act              | Vundet        |           |
| Hedonism       | Best Album                 | Nomineret     |           |
| New York Girls | Best Traditional Track     | Nomineret     |           |
| 2010           | Bellowhead                 | Best Group    | Nomineret |
| 2010           | Bellowhead                 | Best Live Act | Vundet    |
| 2009           |                            |               |           |
| Bellowhead     | Best Group                 | Nomineret     |           |
| Bellowhead     | Best Live Act              | Nomineret     |           |
| Fakenham Fair  | Best Traditional Track     | Nomineret     |           |
| 2008           | Bellowhead                 | Best Group    | Nomineret |
| 2008           | Bellowhead                 | Best Live Act | Vundet    |
| 2007           | Bellowhead                 | Best Group    | Vundet    |
| 2007           | Bellowhead                 | Best Live Act | Vundet    |
| 2006           | Bellowhead                 | Best Group    | Nomineret |
| 2006           | Bellowhead                 | Best Live Act | Nomineret |
| 2005           | Bellowhead                 | Best Group    | Nomineret |
| 2005           | Bellowhead                 | Best Live Act | Vundet    |